# 追愛總動員之相愛百分百
《追愛總動員之相愛百分百》（英語：How I Met Your Father）為美國情境喜劇，由 Isaac Aptaker 與 Elizabeth Berger 創作，於2022年1月18日在美國線上串流平台Hulu上映。本劇為情境喜劇《老爸老妈的浪漫史》的衍伸作品，故事內容由女主角蘇菲，在2050年時，向她的孩子描述2022年時，怎麼遇見父親的故事，並包含其他朋友以及住在紐約的生活點滴。2022年2月，本劇宣布續約第二季。2023年9月，該劇宣布取消。

## 演員列表

### 主要角色
- 希拉蕊·朵芙 飾演 蘇菲 (Sophie Tompkins)，一名住在紐約的自由攝影師，充滿無可救藥的愛情幻想，並祈禱能在紐約遇上真愛。事實上她從未見過生父，以及母親據說一個男人換一個。
- 克里斯·勞威爾 飾演 傑西 (Jesse Walker)，一位小學音樂老師兼職 Uber 司機，因為一次失敗的求婚經驗變成網路紅人，目前與好朋友 席德 住在過去曾經是追愛總動員裡面出現過的泰德與馬修和莉莉的公寓。
- Francia Raisa 飾演 瓦倫蒂娜(Valentina), 南美裔的時尚設計師助理，與蘇菲是室友與好友，因為她的關係將查理也帶進公寓同住。
- 蘇瑞吉·沙瑪 飾演 席德(Sid)，傑西的好友與室友，兩人同住在過去曾經是追愛總動員裡面出現過的泰德與馬修和莉莉的公寓。席德自營一間酒吧，與一位遠距離的醫生女友漢娜(Hannah)剛訂婚。
- Tom Ainsley 飾演 查理(Charlie)，是英國貴族富家公子，瓦倫蒂娜去英國出差參加英國時尚週認識，暫時跟蘇菲和瓦倫蒂娜同住，因為剛搬到紐約不久，還不習慣紐約的生活。之後查理與艾倫同住一間公寓成為室友，並成為席德的酒吧調酒師。
- Tien Tran 飾演 艾倫(Ellen Gilbert)，傑西的越南裔妹妹。在傑西跟艾倫的父母離婚後，艾倫跟媽媽住，傑西跟爸爸住，因此兩人分離了一段時間。艾倫跟前妻離婚後，從愛荷華州搬到紐約跟傑西同住，但是因為不適應傑西和席德的生活型態，決定搬出去。
- 金·凱特羅 飾演 未來的蘇菲，在2050年的蘇菲向她的兒子描述這段故事。

### 常設角色
- Daniel Augustin 飾演 伊恩(Ian)，蘇菲在 Tinder 認識的約會對象，是一位海洋生物學家。蘇菲認識他不久之後就去澳洲工作，但仍然透過網路跟蘇菲聯絡。
- Ashley Reyes 飾演 漢娜(Hannah)，席德的遠距離未婚妻，在洛杉磯擔任外科手術醫生。
- Leighton Meester 飾演 梅瑞迪絲(Meredith)，傑西的前女友，傑西向她求婚失敗。
- Josh Peck 飾演 德魯(Drew)，傑西工作的小學副校長，跟蘇菲約會過。德魯與漢娜是大學同學，因此兩人認識。